# Fīzak
Fīzak (persiska: فیزك, Fīzīk) är en ort i Iran.   Den ligger i provinsen Khorasan, i den östra delen av landet, 800 km öster om huvudstaden Teheran. Fīzak ligger 2 097 meter över havet och antalet invånare är 172.
Terrängen runt Fīzak är kuperad åt sydväst, men åt nordost är den platt.Runt Fīzak är det glesbefolkat, med 12 invånare per kvadratkilometer. Närmaste större samhälle är Asadīyeh, 6,5 km sydost om Fīzak. Trakten runt Fīzak är ofruktbar med lite eller ingen växtlighet.